# Якуп Гьор
Якуп Гьор (тур. Yakup Gör; нар. 10 листопада 1988) — турецький борець греко-римського стилю, срібний та бронзовий призер чемпіонатів світу, срібний та бронзовий призер чемпіонатів Європи, бронзовий призер Європейських ігор, переможець Кубку світу.

## Біографія
Боротьбою почав займатися з 2000 року. Виступає за борцівський клуб «Bueyueksehir» зі Стамбула.

## Спортивні результати на міжнародних змаганнях

### Виступи на Чемпіонатах світу
| Змагання                        | Збірна    | Вагова категорія          | Місце  |
| ------------------------------- | --------- | ------------------------- | ------ |
| Чемпіонат світу з боротьби 2013 | Туреччина | вільна боротьба, до 66 кг | 13     |
| Чемпіонат світу з боротьби 2014 | Туреччина | вільна боротьба, до 70 кг | Срібло |
| Чемпіонат світу з боротьби 2015 | Туреччина | вільна боротьба, до 70 кг | Бронза |
| Чемпіонат світу з боротьби 2016 | Туреччина | вільна боротьба, до 70 кг | 15     |
| Чемпіонат світу з боротьби 2017 | Туреччина | вільна боротьба, до 70 кг | 5      |

### Виступи на Чемпіонатах Європи
| Змагання                         | Збірна    | Вагова категорія          | Місце  |
| -------------------------------- | --------- | ------------------------- | ------ |
| Чемпіонат Європи з боротьби 2011 | Туреччина | вільна боротьба, до 66 кг | 10     |
| Чемпіонат Європи з боротьби 2012 | Туреччина | вільна боротьба, до 66 кг | 5      |
| Чемпіонат Європи з боротьби 2013 | Туреччина | вільна боротьба, до 66 кг | Срібло |
| Чемпіонат Європи з боротьби 2014 | Туреччина | вільна боротьба, до 70 кг | Бронза |
| Чемпіонат Європи з боротьби 2017 | Туреччина | вільна боротьба, до 70 кг | 10     |
| Чемпіонат Європи з боротьби 2019 | Туреччина | вільна боротьба, до 74 кг | 9      |

### Виступи на Європейських іграх
| Змагання              | Збірна    | Вагова категорія          | Місце  |
| --------------------- | --------- | ------------------------- | ------ |
| Європейські ігри 2015 | Туреччина | вільна боротьба, до 70 кг | Бронза |

### Виступи на Кубках світу
| Змагання                    | Збірна    | Вагова категорія          | Місце  |
| --------------------------- | --------- | ------------------------- | ------ |
| Кубок світу з боротьби 2013 | Туреччина | вільна боротьба, до 66 кг | Золото |
| Кубок світу з боротьби 2017 | Туреччина | вільна боротьба, до 70 кг | 4      |

### Виступи на інших змаганнях
| Змагання                                                         | Збірна    | Вагова категорія          | Місце  |
| ---------------------------------------------------------------- | --------- | ------------------------- | ------ |
| Кубок Тахті 2010                                                 | Туреччина | вільна боротьба, до 66 кг | 13     |
| Середземноморський чемпіонат з боротьби 2010                     | Туреччина | вільна боротьба, до 66 кг | Бронза |
| Турнір Г. Картозія і В. Балавадзе 2011                           | Туреччина | вільна боротьба, до 66 кг | 9      |
| Золотий Гран-прі з боротьби 2011 (Баку)                          | Туреччина | вільна боротьба, до 66 кг | Бронза |
| Турнір Яшара Догу 2012                                           | Туреччина | вільна боротьба, до 66 кг | Срібло |
| Олімпійський кваліфікаційний турнір з боротьби 2012 (Тайюань)    | Туреччина | вільна боротьба, до 66 кг | 8      |
| Турнір Яшара Догу 2013                                           | Туреччина | вільна боротьба, до 66 кг | Золото |
| Турнір Алі Алієва 2013                                           | Туреччина | вільна боротьба, до 74 кг | 30     |
| Гран-прі Іспанії з боротьби 2013                                 | Туреччина | вільна боротьба, до 66 кг | Бронза |
| Меморіал Вацлава Циолковського 2013                              | Туреччина | вільна боротьба, до 66 кг | 11     |
| Золотий Гран-прі з боротьби 2013 (Баку)                          | Туреччина | вільна боротьба, до 74 кг | 5      |
| Турнір Яшара Догу 2014                                           | Туреччина | вільна боротьба, до 70 кг | Золото |
| Турнір Дана Колова — Николи Петрова 2014                         | Туреччина | вільна боротьба, до 70 кг | Бронза |
| Турнір Олександра Медведя 2014                                   | Туреччина | вільна боротьба, до 70 кг | Бронза |
| Турнір Яшара Догу 2015                                           | Туреччина | вільна боротьба, до 70 кг | 11     |
| Меморіал Вацлава Циолковського 2015                              | Туреччина | вільна боротьба, до 70 кг | Срібло |
| Олімпійський кваліфікаційний турнір з боротьби 2016 (Улан-Батор) | Туреччина | вільна боротьба, до 65 кг | Бронза |
| Меморіал Вацлава Циолковського 2016                              | Туреччина | вільна боротьба, до 65 кг | 7      |
| Турнір Яшара Догу 2017                                           | Туреччина | вільна боротьба, до 70 кг | 22     |
| Кубок Тахті 2018                                                 | Туреччина | вільна боротьба, до 74 кг | Бронза |
| Турнір Г. Картозія і В. Балавадзе 2018                           | Туреччина | вільна боротьба, до 74 кг | Золото |
| Гран-прі «Іван Яригін» 2019                                      | Туреччина | вільна боротьба, до 74 кг | Срібло |
| Турнір Дана Колова — Николи Петрова 2019                         | Туреччина | вільна боротьба, до 74 кг | Бронза |
| Турнір Яшара Догу 2019                                           | Туреччина | вільна боротьба, до 74 кг | 5      |
| Меморіал Вацлава Циолковського 2019                              | Туреччина | вільна боротьба, до 74 кг | Золото |
| Турнір Яшара Догу 2020                                           | Туреччина | вільна боротьба, до 74 кг | Бронза |
| Гран-прі Москви з боротьби 2020                                  | Туреччина | вільна боротьба, до 74 кг | Срібло |
| Меморіал Маттео Пелліконе 2021                                   | Туреччина | вільна боротьба, до 74 кг | 7      |
| Турнір Яшара Догу 2021                                           | Туреччина | вільна боротьба, до 74 кг | Золото |